# Bohmann Druck & Verlag
Die Bohmann-Verlagsgruppe mit den Unternehmen Bohmann Druck & Verlag, D+R Verlag, Norbert Jakob Schmid Verlag, V & R Verlagsgesellschaft, Verlag Holzhausen und Repro-Media Druckgesellschaft ist ein österreichisches Unternehmen in Privatbesitz und beschäftigt rund 180 Mitarbeiter am Standort Wien-Simmering.
Bohmann ist ein Full-Service-Dienstleister in den Bereichen Verlagswesen, Multimedia und Public Relations. Die Verlagsgruppe gibt etwa 80 Fachzeitschriften und Magazine heraus. Ein weiterer Schwerpunkt ist das Corporate Publishing für Großkunden wie BILLA und die Wiener Stadtwerke Holding. Bei Bohmann und den Tochterverlagen erscheinen auch Fach- und Sachbücher.

## Geschichte

### 1936–1945
Rudolf Bohmann (1902–1975) gründete 1936 in der Wiener Doblhoffgasse 5 den nach ihm benannten Industrie- und Fachverlag in Kooperation mit der Thalia-Druckerei seines Schwiegervaters. In der Kombination von Druckerei und verlegerischer Tätigkeit sah der Kaufmann und Techniker Rudolf Bohmann die Chance, einen Unternehmenstypus mit besonderen Zukunftsmöglichkeiten und Krisenfestigkeit zu schaffen.
Eine der ersten Zeitschriften, die der junge Verleger 1937 herausbrachte, das „Archiv für Handel und Gewerbe“, benannte die Zielgruppen des Verlages, denen das Unternehmen bis zum heutigen Tag treu geblieben ist. Es folgten die Zeitschriften Montanistische Rundschau, „Petroleum“, „Tägliche Petroleumberichte“, die Innungszeitung „Garage“ und anderes mehr sowie Buchtitel wie „Montan-Handbuch“ oder „Petroleum-Vademecum“. Rudolf Bohmanns großes Interesse an Zeitgeschichte schlug sich verlegerisch nieder in Julius Tandlers Reisebericht „Volk in China“ und Benedikt Kautskys „Deutschland – England“, einer Stellungnahme zu dem damals viel Aufsehen und Widerspruch erregenden Flottenabkommen der beiden Staaten.

### 1945–1955
Nach Kriegsende – Bohmann musste von 1940 bis 1945 zum Militär – erwarteten den Verleger neue Aufgaben und Herausforderungen. Neben dem ihm weiterhin allein gehörenden Industrie- und Fachverlag gründete Bohmann mit den Inhabern des renommierten Manz-Verlags Robert und Walter Stein den Österreichischen Fachzeitschriftenverlag. In diesem Verlag entstanden Zeitschriften zur Information, Ausbildung und Fortbildung von Branchen, die die wieder aktivierte österreichische Wirtschaft dringend benötigte, beispielsweise Zeitschriften für Schuhmacher, Kleidermacher, Mechaniker, Schlosser, Installateure, Stricker, Wirker, Weber, Wäscher, Chemisch-Putzer, Färber, Garagen- und Tankstellenbesitzer, Bahnreisende, Architekten, für den Stahlbau, für die Feuerwehren, die Seilbahnwirtschaft, Gießereien, die Immobilienbranche.

### 1955–1976
Das Ende der Besatzungszeit führte auch in der österreichischen Verlagsbranche zu neuem Optimismus. Der Bohmann-Verlag expandierte und bezog 1955 größere Büroräumlichkeiten in der Canovagasse 5 im ersten Bezirk in Wien. Da auch ihre Stammhäuser wuchsen, stiegen 1956 die Brüder Stein aus dem Österreichischen Fachzeitschriftenverlag aus. 1958 erwarb der Verlag eine Druckerei in der Ungargasse 2 im dritten Wiener Gemeindebezirk. 1964 wurde der Sohn des Firmengründers Rudolf Bohmann (1937–2012) Gesellschafter der zusammengeführten Bohmann-Unternehmen. Der Jurist und gelernte Schriftsetzer begleitete den Aufbau des Betriebes und erhielt eine Ausbildung in der Branche durch hervorragende Mitarbeiter seines Vaters. 1970 erwarb Rudolf Bohmann jun. die „Internationale Fachzeitung Verkehr“ und baute den grafischen Betrieb aus. Die Räumlichkeiten des Bohmann-Unternehmens in der Ungargasse Nr. 2, Nr. 4 und Nr. 6 reichten in den darauf folgenden Jahren nicht mehr aus. 1975 starb der Firmengründer nach schwerer Krankheit.

### 1976–1994
In der Leberstraße 122 in Wien-Simmering wurde ein Grundstück erworben, 1977 mit dem Bau eines neuen Betriebsgebäudes begonnen, und schon 1978 liefen die Druckmaschinen am neuen Standort. 1979/80 folgten die Erweiterung der Maschinenhalle und 1981/82 die Errichtung eines Stockwerks, so dass auch das Verlagsbüro Canovagasse nach Simmering übersiedeln konnte. Öffentliche Anerkennung wurde dem Unternehmen durch die Berechtigung zur Führung des Staatswappens zuteil.
Mit seiner Beteiligung am Pilotversuch Bildschirmtext der österreichischen Post im April 1981 und der Installation einer eigenen Abteilung „Neue Medien“ zeigte sich das Unternehmen für den Sprung in die mediale Zukunft bereit. 1984 wurde mit dem Dachs-Verlag ein Kinder- und Jugendbuchverlag gegründet, 1985 der Buchverlag Medusa übernommen. 1985/86 erfolgten ein weiterer Zubau und ein Lagerdeck – alle Betriebe des Medienunternehmens waren nun unter einem Dach vereint.

### 1994–2004
1994 änderten sich die Eigentümerverhältnisse. Das niederländische Unternehmen Wolters Kluwer stieg zunächst mit 70 Prozent und einige Jahre später mit 100 Prozent in den Verlag ein. 1995 wurden der Buchverlag „Jugend und Volk“ und die Zeitschrift Monitor erworben, nachdem man sich 1994 von der Zeitschrift Eisenbahn getrennt hatte. 1999 verkaufte der Bohmann-Verlag die Druckerei. Nach dem Umbau der Druckereihalle zu einem Großraumbüro konnte dorthin der im selben Jahr gekaufte „D&R-Verlag“ übersiedeln. 1999/2000 komplettierten weitere Neuerwerbungen („Jakob Schmid Verlag“, „V&R Verlag“) die Bohmann-Verlagsgruppe und zogen, ebenso wie die „Repro-Media Druckgesellschaft“, in das Simmeringer Verlagsgebäude. Als letzte unternehmerische Entscheidung der Wolters-Kluwer-Ära kann die räumliche und gesellschaftsrechtliche Auslagerung des gesamten Buchverlagsbereichs betrachtet werden.

### 2004 bis heute
Nach zehn Jahren niederländischer Konzernführung erwarben 2004 Gabriele Susanne Ambros und Gerhard Milletich mit ihrer „Dietrich Medien Holding“ den Bohmann-Verlag und leiten nunmehr als Geschäftsführer und Eigentümer das Unternehmen. 2009 erwarben die Eigentümer die Zeitschrift „Wettbewerbe“ und den Sach- und Fachbuchverlag Holzhausen.

## Unternehmensstruktur

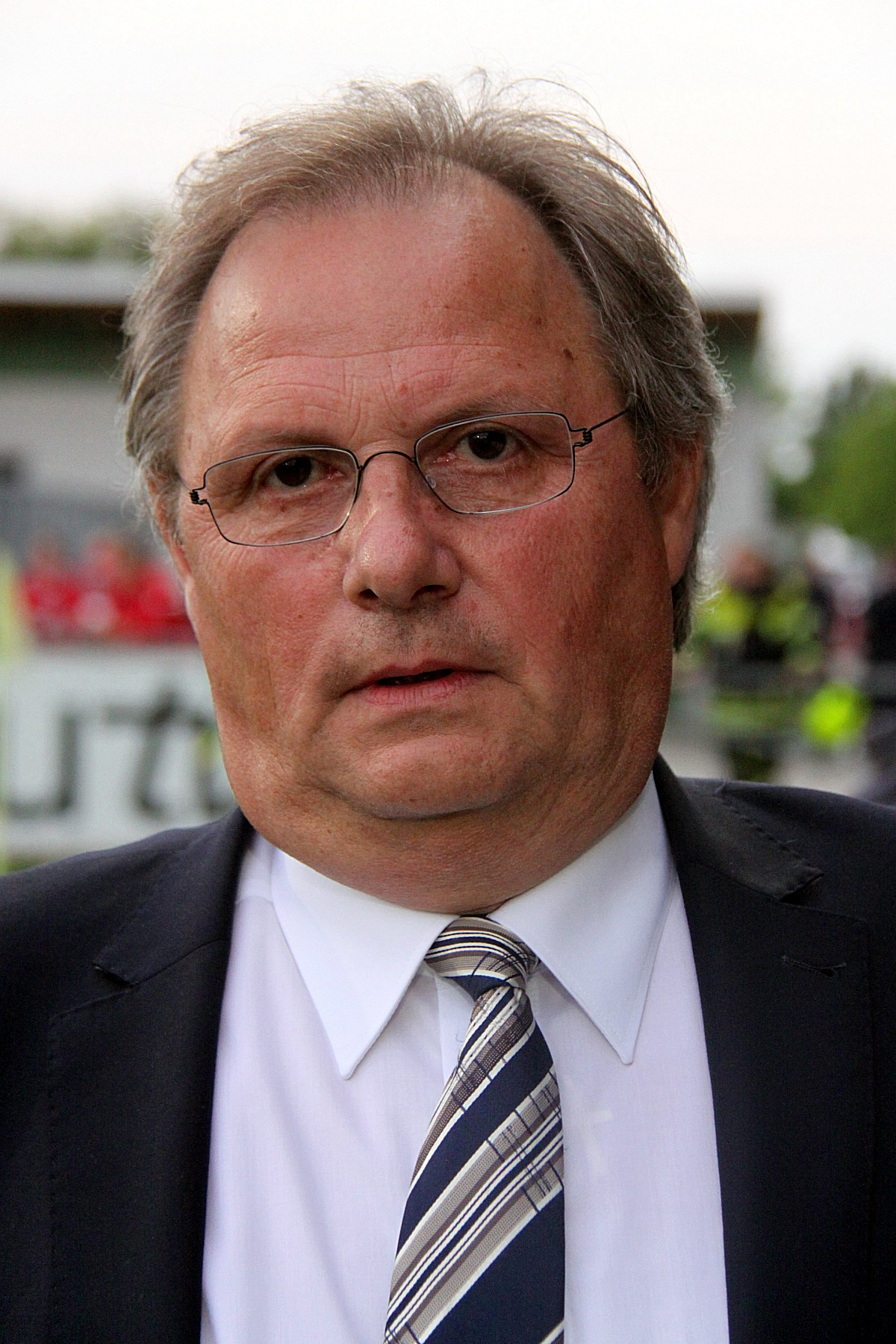
Miteigentümer und Geschäftsführer Gerhard Milletich

### Medieninhaber
Bohmann Druck und Verlag Gesellschaft m.b.H. & Co. KG

### Geschäftsführer
Gabriele S. Ambros, Gerhard Milletich

### Beteiligungsverhältnisse
- Dietrich Medien Holding Gesellschaft m.b.H. 90,91 % (Gesellschafter: 50 % Gabriele S. Ambros, 50 % Gerhard Milletich)
- Bohmann Druck und Verlag Gesellschaft m.b.H. 9,09 %.

### Verlagsgruppe
Die Bohmann Druck und Verlag Gesellschaft m.b.H. & Co. KG. ist beteiligt an:
- D & R Verlagsgesellschaft m.b.H. Nfg. KG mit dem Sitz in Wien

Unternehmensgegenstand: Die Herstellung, der Verlag und Vertrieb von Druckschriften aller Art, insbesondere Fach- und Servicezeitschriften.
- Norbert Jakob Schmid Verlagsgesellschaft m.b.H. mit dem Sitz in Wien

Unternehmensgegenstand: Buch- und Zeitschriftenverlag
- V & R Verlagsgesellschaft m.b.H. mit dem Sitz in Wien

Unternehmensgegenstand: Redaktion
- Repro-Media Druckgesellschaft m.b.H. Nfg.KG mit dem Sitz in Wien

Unternehmensgegenstand: Atelier für Werbegrafik, Erzeugung und der Handel mit Vorstufenprodukten.

## Medien

### Magazine & Fachzeitschriften
- 24h Business,
- 24h für Wien,
- 24h Teamgeist,
- 24h Teamgeist aktuell,
- A la Carte,
- A la Carte Wiener Heurigen,
- A la Carte Wiener Kaffeehäuser,
- Austria Innovativ,
- Automotive,
- City & Life,
- Der österreichische Installateur,
- Der Sommelier,
- Festspiele Magazin,
- Forschen & Entdecken,
- Frisch gekocht,
- Gesunde Stadt,
- Internationale Seilbahn-Rundschau (ISR),
- Kinder & Co,
- Leben & Freude,
- Messe & Event,
- Messe & Event-Guide,
- ÖGZ,
- PERSPEKTIVEN,
- schau – inwien und rundherum,
- Verkehr,
- Welt & Stadt,
- wettbewerbe,
- wien.at,
- wien.at aktuell,
- wien.at – Amtsblatt der Stadt Wien,
- Wiener Schulführer,
- Wohl & Befinden

### Bücher (Auswahl)
- 100 Jahre für die Ewigkeit – 100 Jahre Bestattung Wien,
- 60 JAHRE WIEN 1945–2005,
- A la Carte Österreich 2011 + ÖHV-Hotelguide,
- Das Besser Kochen Kochbuch,
- Das Essen zum Wein,
- Das neue Heimat-Kochbuch,
- das schöner leben kochbuch,
- Eisenbahn Bilderalbum, Band 1–18,
- fabios – das kochbuch,
- FANFIEBER,
- Feine Küche für zwei,
- Hanners Gourmet-ABC,
- Holzhausen Verlag,
- Kim kocht,
- Kulinarische Weltreise,
- La grande Fete,
- Lichträume in Wien,
- Location BOOK. Genuss, Kultur & Lifestyle: Wiens Grätzl mit Prominenten entdeckt. Autor: Martina Schettina. Deutsch/Englisch. ISBN 978-3-99015-021-4 (DE), ISBN 978-3-99015-022-1 (EN), 2012.
- Meine Wiener Küche,
- Virtuelles Wien,
- Wiener Brücken,
- WIENER PARKS WIENER GÄRTEN,
- WIENER WEIN,
- Öffentlicher Raum

### Pläne
- 24h Bezirkspläne,
- 24h Haltestellen-Umgebungspläne,
- 24h U-Bahn-Umgebungspläne,
- WIPARK-Umgebungspläne

### Internet
- Aquamedia,
- Austria Innovativ,
- City & Life,
- Club wien.at,
- Der österreichische Installateur,
- Forschen & Entdecken,
- ISR,
- Kinder & Co,
- Leben & Freude,
- SHK,
- Verkehr,

## Kontroverse um Inseratenvergabe
2017 kritisierte die Rechercheplattform Dossier die Wiener Stadtverwaltung für die Intransparenz bei der Schaltung von Anzeigen in Medien des Bohmann-Verlages. Die Kosten für diese Anzeigen wurden nicht vom österreichischen Medientransparenzgesetz erfasst. Nach einem Urteil des österreichischen Verwaltungsgerichtshofes im November 2021 wurden die Kosten der Inserate veröffentlicht und für ihre Höhe kritisiert. Im selben Zusammenhang unterstellte die FPÖ-nahe Plattform Unzensuriert.at der Stadtverwaltung Inseratenkorruption.
2022 wurden Vorwürfe gegen Gerhard Milletich in seiner Rolle als ÖFB-Präsident im Zusammenhang mit der Schaltung von Anzeigen im Bohmann-Verlag publik. Gerhard Milletich wies die Vorwürfe zurück.